# خطة تونس الثالثة
خطة تونس الثالثة هي مشروع اقتصادي تنموي نفذته حكومة الرئيس الحبيب بورقيبة من 1969 إلى 1972. عملت هذه الخطة استثمار أكثر في الصناعة حيث استهلكت 31.7% من ميزانية الحكومة فيما خُصّصت 14.8% للزراعة.